# Hawaii Five-O (sèrie de televisió de 2010)
Hawaii Five-O és una sèrie de televisió de crim i drama estatunidenca, era una nova versió de la sèrie de televisió original de 1968-1980. La sèrie va ser produduida per K/O Paper Products i 101st Street Television en associació amb CBS Productions.
Hawaii Five-O va debutar a la cadena CBS, la mateixa que va emetre l'original. Igual que en la versió original, se segueix grup de treball dreat dins d'una unitat d'elit de la policia estatal per combatre la delinqüència a l'estat de Hawaii. Es va estrenar el 20 de setembre de 2010, 42 anys després de l'estrena de la sèrie original, 20 de setembre de 1968. El 21 d'octubre de 2010, CBS va anunciar que Hawaii Five-O tindria 24 episodis per a una temporada completa. Va ser una de les primeres produccions que mostra escenaris reals de Hawaii, una localització fins llavors associada amb el sol i les platges.
El 23 de gener de 2011, la sèrie va aixecar el ràting més alt fins ara, amb el quinzè episodi de la primera temporada que va donar 19 230 000 d'espectadors als Estats Units. El 15 de maig de 2011, la sèrie va ser renovada per a una segona temporada, que va sortir a l'aire el 19 de setembre de 2011.
El 28 de febrer de 2020, hom va anunciar que la sèrie acabaria després de 10 temporades i 240 episodis amb un final de temporada de dos episodis el 3 d'abril de 2020. Aquest fet va ésser confirmat pel president de CBS Entertainment, Kelly Kahl.
Els principals persoatges són: Steve McGarret interpretat per Alex O'Loughlin, Danny «Danno» Williams (Scott Caan), Chim Ho Kelly (Daniel Dae Kim) i Kono Kalakawa (Greace Park).

## Argument
La sèrie cobreix les accions d'una unitat especial de la policia estatal creada per la governadora de Hawaii per investigar delictes greus a les illes. L'equip està encapçalat per Steve McGarrett que investiga delictes que van des del terrorisme fins al segrest. A McGarrett se li assigna un company, el investigador policial Danny Williams, que recentment ha estat traslladat de Nova Jersey. Ell completa l'equip mitjançant la selecció d'un amic de l'escola secundària, Chin Ho Kelly, i una cosina de Chin, una policia novella anomenada Kono.
Cada episodi comença amb un crim o un cadàver, que la mateixa governadora o el seu representant assignen a la unitat especial. El grup de treball rep l'autoritat de la governadora per poder accedir a les escenes del crim i les investigacions amb el Departament de Policia de Honolulu (HPD) quan es creuen.
A mesura que la sèrie avança, es descobreix que Chin va ser donat de baixa després de ser acusat de corrupció en la policia però nega haver-ho fet. Això va portar McGarrett a oferir-li una segona oportunitat per tornar a esdevenir un agent de policia de temps complet amb Five-0. Després que el terrorista responsable de l'assassinat del seu pare és detingut, un criminal misteriós interroga sobre Steve buscant en els casos antics del seu pare. Palesa que «Wo Fat», és un delinqüent amb llaços a la Yakuza una organització criminal japonesa i és possiblement responsable de l'assassinat cotxe bomba de la mare de Steve.

## Personatges

### Principals
- Alex O'Loughlin és el Capità de Corbeta, Steven «Steve» McGarrett, USN, un ex-Navy SEAL
- Scott Caan és Daniel «Danno» Williams, un expolicia de Newark i investigador policial que és transferit al Departament de Policies de Honolulu quan la seva exdona es muda a Hawaii amb la seva filla.
- Daniel Dae Kim és Chin Ho Kelly, un exoficial de policia de Honolulu obligat a renunciar després de ser acusat falsament de corrupció.
- Greace Park és Kono Kalakaua, una recent graduada de l'Academia de Policia de Honolulu i exsurfista professional.
- Masi Oka és el Metge forense Max Bergman.
- Lauren German és Lori Weston, Agent Especial de Seguretat Nacional assignada al five-0 en la segona temporada pel governador Sam Denning per vigilar a l'equip.

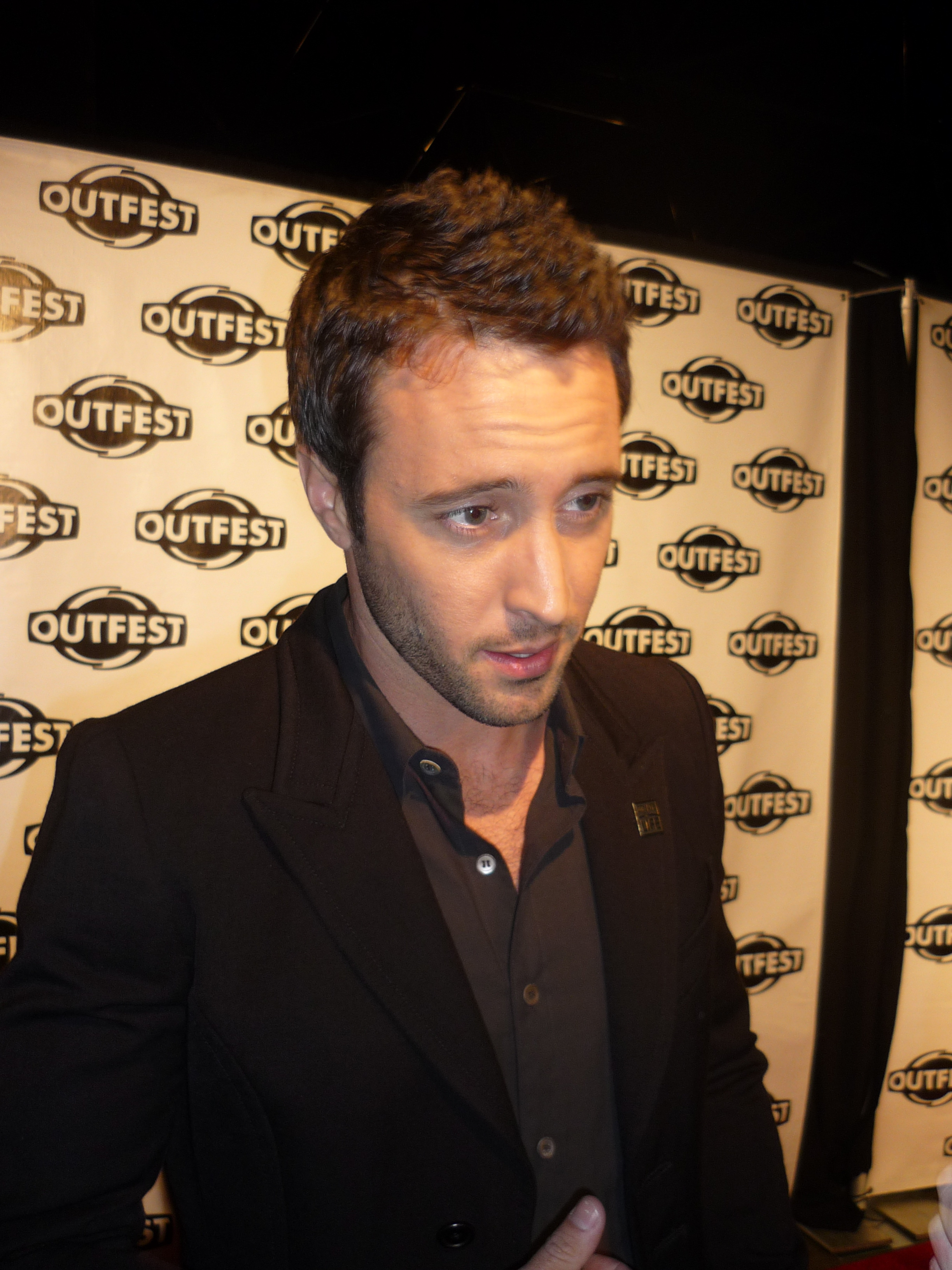
Alex O'Loughlin interpreta Steve McGarrett
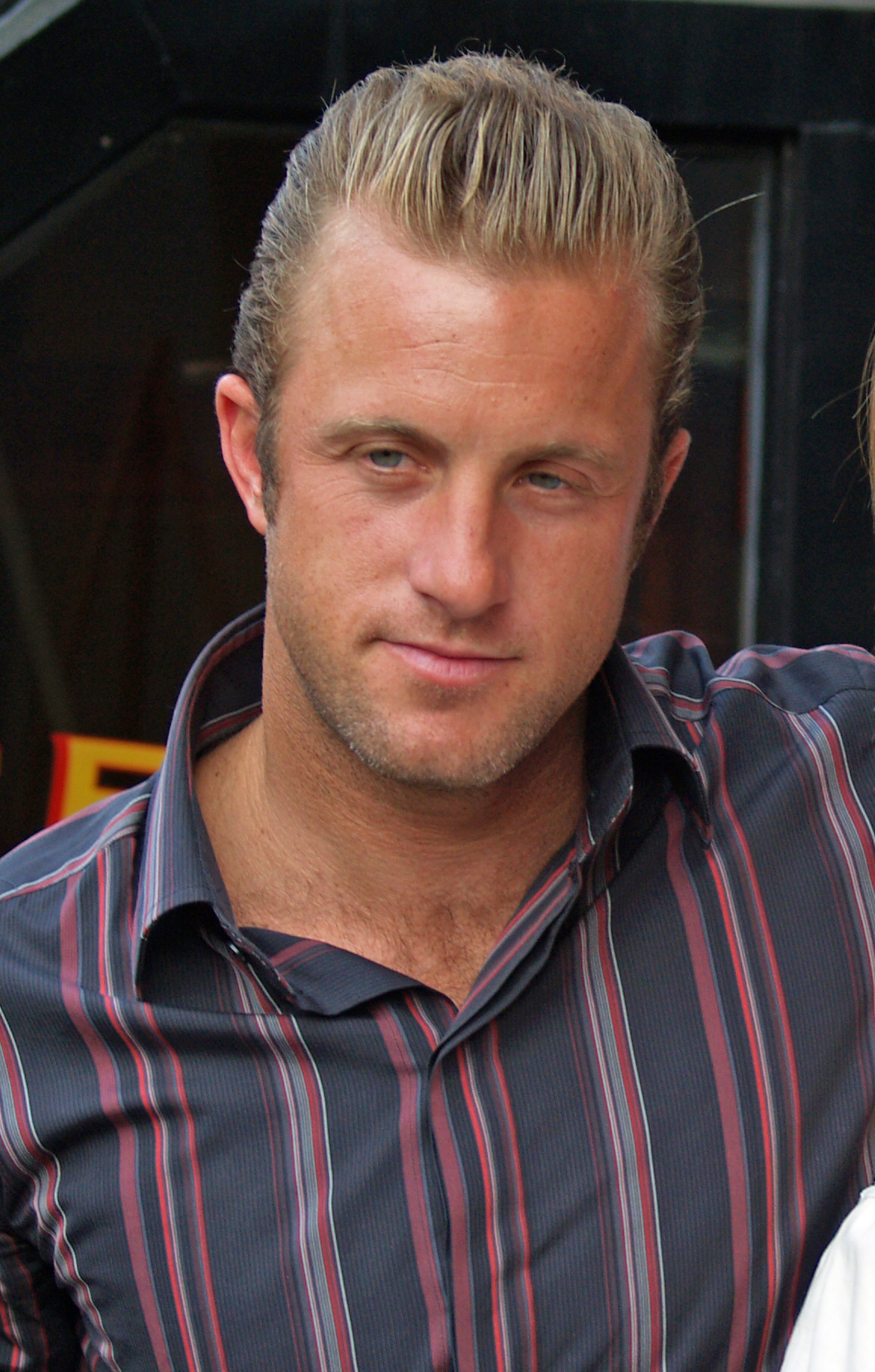
Scott Caan interpreta Danny Williams
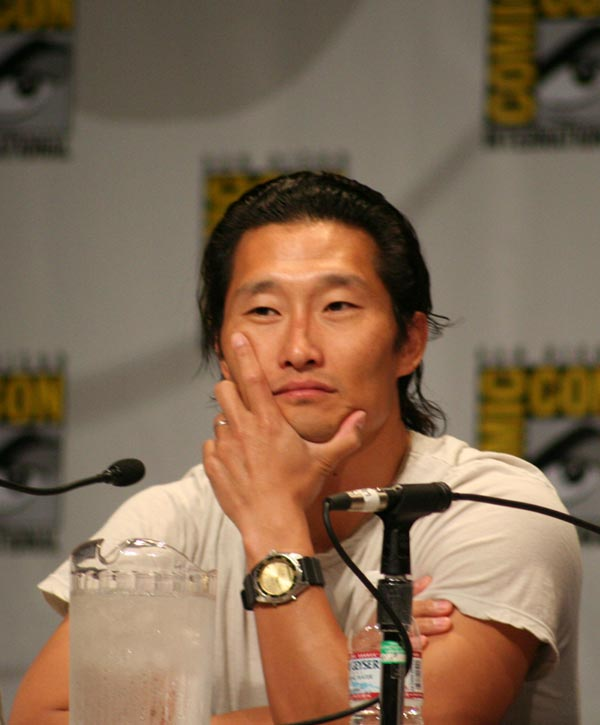
Daniel Dae Kim interpreta Chin Ho Kelly
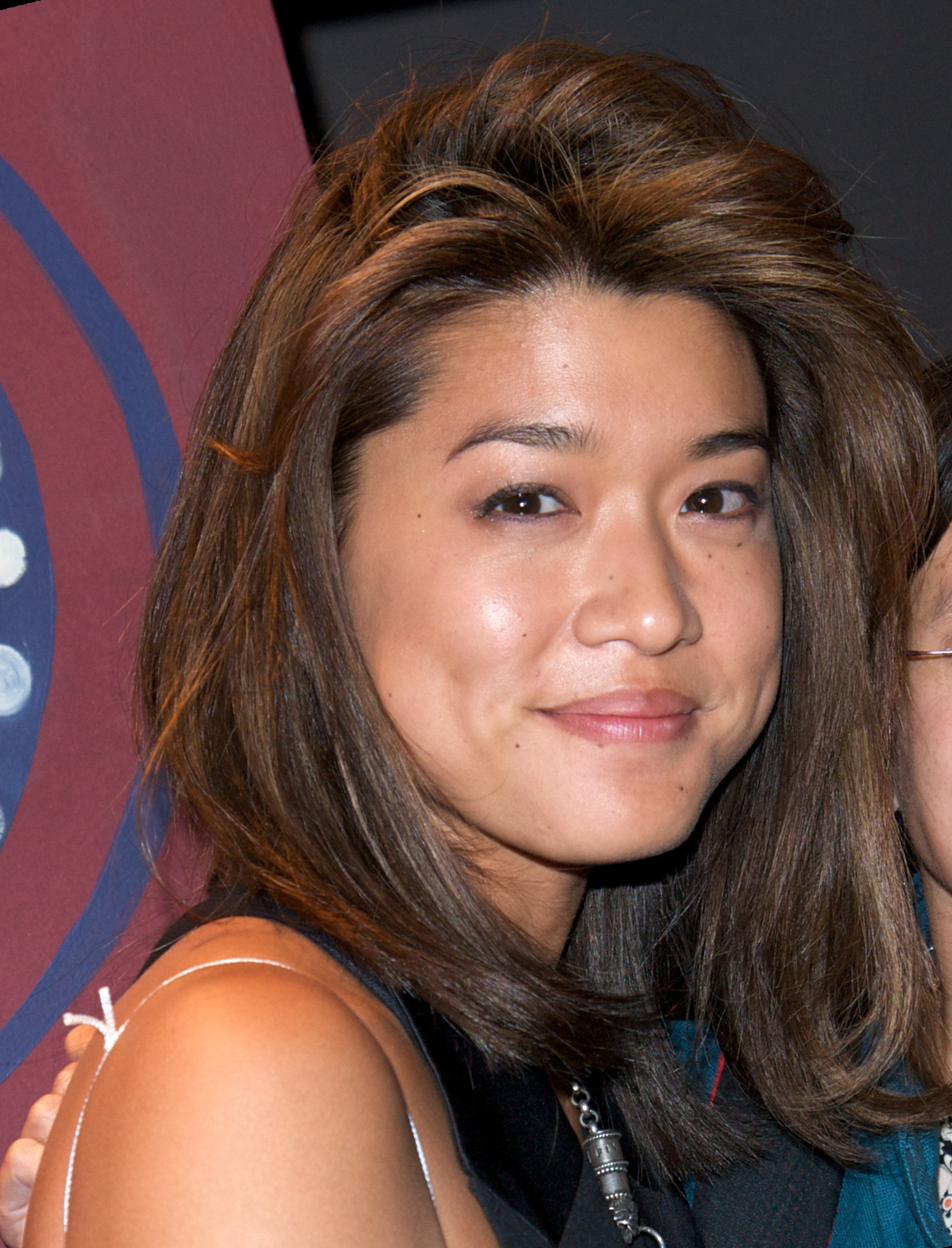
Grace Park interpreta Kono Kalakaua
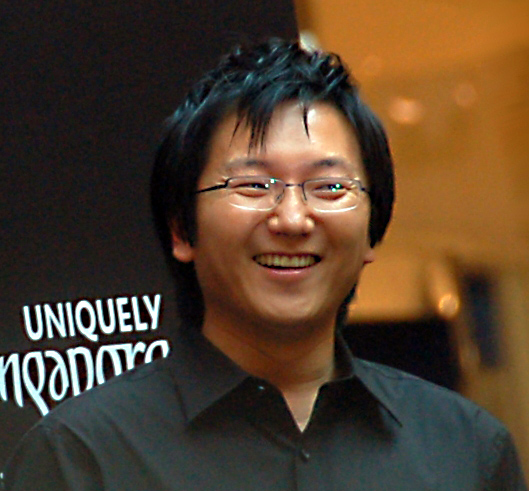
Masi Oka interpreta Max Bergman

### Secundaris
- Jean Smart és la Governadora Pat Jameson, assassinada al final de la primera temporada.
- Taylor Wily és Kamekona/Waiola Shave, l'home de gel.
- Claire van der Boom és Rachel, exdona de Danny
- Teilor Grubbs és Grace Williams, filla de Danny
- Kelly Hu és Laura Hills, representant de la seguretat pública del governador Jameson, assassinada també al final de la temporada 1.
- Taryn Manning és Mary Ann McGarrett, germana de Steve
- Michelle Borth és la Tinent Catherine Rollins, USN
- Will Yun Lee és Sang Min
- James Marsters és Victor Hesse, assassinat a l'inici de la segona temporada.
- Al Harrington és Mamo Kahike
- Dennis Chun és el Sargent Duke Lukela
- Mark Dacascos és Wo Fat
- D.B. Sweeney és Richard Davis
- Terry O'Quinn és el Tinent Joe White, mentor de Steve en la marina es fica a Five-0 quan Steve és falsament acusat d'assassinar la governadora Jameson
- Richard T. Jones és el Governador Sam Denning el qual agafa el càrrec després de l'homicidi de la Governdora Jameson.